# ATB
André Tanneberger (født 26. februar 1973 i Freiberg, Tyskland), bedre kendt under sit kunstnernavn ATB, er en tysk dj og musikproducer. I følge DJ Magazines officielle liste over verdens bedste dj's, lå han i 2009 som #11.

## Diskografi
- Movin' Melodies (1999)
- Two Worlds (2000)
- Dedicated (2002)
- Addicted to Music (2003)
- No Silence (2004)
- Trilogy (2007)
- Future Memories (2009)
- Distant Earth (2011)
- Contact (2014)
- neXt (2017)